# 알제리 핸드볼 국가대표팀
알제리 핸드볼 국가대표팀(아랍어: منتخب الجزائر لكرة اليد)은 알제리를 대표하여 국제 경기에 참가하는 핸드볼 국가대표팀이며, 알제리 핸드볼 연맹이 운영하고 있다.

## 대회 기록

### 세계 선수권 대회
- 1974 - 15위
- 1982 - 16위
- 1986 - 16위
- 1990 - 16위
- 1995 - 16위
- 1997 - 17위
- 1999 - 15위
- 2001 - 13위
- 2003 - 18위
- 2005 - 17위
- 2009 - 19위
- 2011 - 15위
- 2013 - 17위
- 2015 - 24위
- 2021 - 22위
- 2023 - 31위
- 2025 - 30위

### 아프리카 선수권 대회
- 1976 - 2위
- 1979 - 3위
- 1981 - 1위
- 1983 - 1위
- 1985 - 1위
- 1987 - 1위
- 1989 - 1위
- 1991 - 2위
- 1992 - 3위
- 1994 - 2위
- 1996 - 1위
- 1998 - 2위
- 2000 - 2위
- 2002 - 2위
- 2004 - 4위
- 2006 - 5위
- 2008 - 3위
- 2010 - 3위
- 2012 - 2위
- 2014 - 1위
- 2016 - 4위
- 2018 - 6위
- 2020 - 3위
- 2022 - 5위
- 2024 - 2위